# 北京气象铁塔

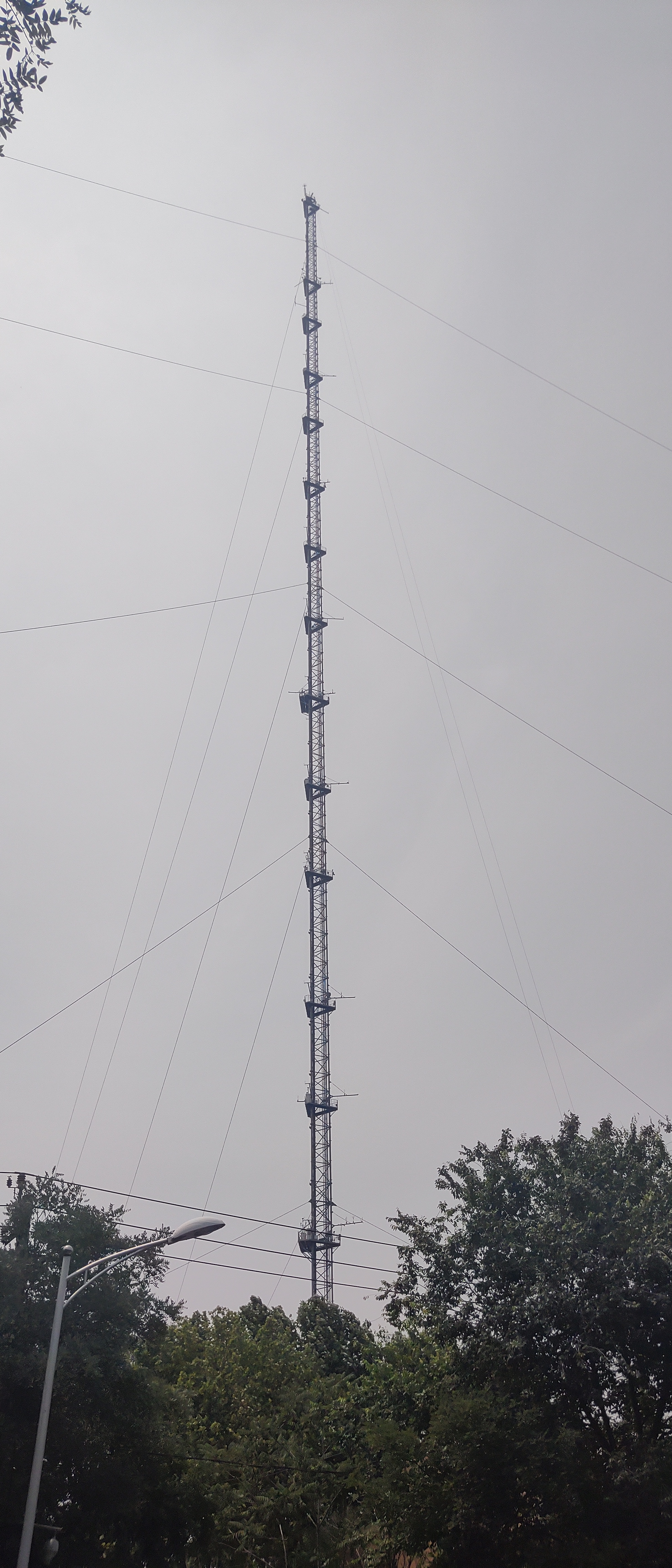
北京气象铁塔

北京325米气象与环境观测塔，又称北京气象铁塔，是中国科学院大气物理研究所大气边界层物理和大气化学国家重点实验室(LAPC)所属的气象观测设施，位于北京市海淀区北土城。
北京气象铁塔建成于1979年8月，是目前全球唯一坐落在繁华大都市中心的大型气象环境综合监测塔。其高度当时居亚洲第一、世界第二。
该塔垂直方向有15层观测平台（伸臂高度分别为8，15，32，47，65，80，103，120，140，160，180，200，240，280以及320米），可实现气象、空气质量要素全天候梯度观测，并实现自动观测数据的同步传输。